# Júlio Africano
Júlio Africano (em latim: Julius Africanus) foi um célebre orador no reinado de Nero, e parece ter sido o filho do Júlio Africano, do estado gaulês dos santões, que foi condenado por Tibério em 32. Quintiliano, que tinha ouvido Júlio Africano, falou dele e Domício Afer, como o melhor orador de seus tempos. A eloquência de Africano era caracterizada principalmente pela veemência e energia. Plínio, o Jovem, menciona um neto de Júlio Africano que também era um advogado e se opôs a ele em certa ocasião. Ele foi cônsul sufecto em 108 d.C.